# Debbie Wiseman
Pour les articles homonymes, voir Wiseman.
Debbie Wiseman est une compositrice britannique travaillant pour la télévision et le cinéma.

## Biographie
Debbie Wiseman est née le 10 mai 1963 à Londres (Royaume-Uni).
Elle est connue en France pour avoir composé en 2004 la musique du film Arsène Lupin, réalisé par Jean-Paul Salomé, avec Romain Duris dans le rôle-titre.
- 1997 : Oscar Wilde
- 1999 : Le Phare de l'angoisse
- 2004 : Arsène Lupin
- Elle compose la musique du documentaire Yougoslavie "suicide d'une nation européenne".

## Œuvres de concert
- Echoes of Istria
- Fugue pour clarinette, violoncelle, piano et percussion;
- Squares & roundabouts;
- Inside looking out;
- Parallax pour électronique;
- Tribute to a Premier pour flute, 2 clarinettes, cor, trompette, piano et quatuor à cordes;
- Dust in sunshine pour orchestre de chambre;
- 4 Love poems of W.H Auden pour voix et piano;
- Conversation pour orchestre;
- Possessed pour 3 voix et chœur;
- In the bleak midwinter pour chœur et orchestre;
- The ugly duckling pour récitant et orchestre;
- Different voices pour voix, récitant et orchestre;
- The fib;
- The selfish giant pour récitant et orchestre;
- The nightingale and the rose pour récitant et orchestre;
- The museum of the diaspora;
- Feather boy, comédie musicale.